# 競輪プログラム改革構想
競輪プログラム改革構想（けいりんプログラムかいかくこうそう）とは、1983年4月〜2002年3月まで実施された競輪の番組スキームのことを指す。
業界では、Keirin Program Kaikaku（競輪プログラム改革）の頭文字を取りKPK（けーぴーけー）『KPK制度』と略されることが多い。以下、本項目でもKPKの略称を使用する。

## KPK実施の背景
戦後に誕生し、様々な問題を孕みつつも大きな人気を博した競輪も1970年代になると中央競馬、続いて競艇に売上で抜かれ、更にパチンコが街の至る所に店を構えるようになると賭博としての需要はそれらに負けて入場者数も減る一方となった。そのような賭博間競争に敗れる中で自転車振興会がそれまでにない大規模なプログラム改革を図ったのがKPKである。当時業務部第二部部長だった源城恒人を中心にプロジェクトチームがつくられ、1979年に最初の計画が発表された後、調整を経て1983年から実施されることとなった。

## 内容
競輪では、男子選手においては各選手の競走成績に基づいてランク付けがなされている。最初期ではA級・B級・C級の3クラス制とされ、1950年の登録選手名簿においてA級800名・B級1600名・C級2456名とされていたのが、現在確認できる中で最も古い資料である。また同様に、この頃には既に4か月ごと（現在は6か月ごと）に競走成績に基づいて昇降格が行われていたことが確認できる。レーサーパンツも、腰の部分に縦の白い線がA級は3本の、B級は2本の、C級は1本のラインが入ったもので区別できるようになっていた（A級、B級についてはKPK実施以降も2002年までそのまま使用された）。
- 昭和期の女子競輪においては女子選手もランク付けがなされており、男子選手同様に1950年の登録選手名簿においてはA級185名・B級474名とされていたのが確認できる[2]（のち女子選手はB級1班・2班とされた）。なお、現在のガールズケイリンでは200名程度しかいないこともあって全員がL級1班（当初はA級2班）所属であり、ランク分けはなされていない（将来的に1班、2班と分ける構想はある）。

最初期では級の中で班分けはなされていなかったが、どの主催者にとっても最下級のC級選手を多く招集すればその分興行成績が落ちることから自然とC級の需要がなくなり、その結果として1951年にA級とB級に再編され、その中でさらに細分化されてA級4班・B級4班の「2層8班制」となった。だが、主催者側が常に上位クラスのあっせんを希望したため徐々にA級選手が増加していき、1967年6月よりA級5班・B級2班の「2層7班制」となり、これがKPK実施までの間維持された。ただ、この段階でトップ選手が属するクラス（A級）の選手数が下層のクラス（B級）の選手数より多い（再編時点ではA級2449人＜1班119人・2班489人・3班609人・4班610人・5班622人＞、B級1302人）という歪な状態となったことで弊害が多く目立つようになり、のち1970年代から1980年代初頭にかけてファン離れを起こして競輪が低迷する要因ともなった。
この時代、例えばA級戦においては、最上位にあたるA級1班（A1）と最下位にあたるA級5班（A5）が対戦することがあったが、A1とA5では、A1所属の選手には特別競輪（現在でいうGI）優勝者が多く含まれるのに対し、A5所属の選手では一般戦の決勝戦に進出することもままならないほど、実力差は大きく開いていた（現在の制度で例えれば、S級S班・1班の選手とA級2班の選手とが同一レースに出走するようなもの）。その結果、例えば記念競輪（現在でいうGIII）における中日（2日目）の準決勝では連勝単式（当時は枠番連勝式のみ）でも100円台の配当のオンパレードとなっていた。
また、選手間の実力差の他にも、当時の競輪場のバンクの構造にも問題があったという指摘もあった。戦前の自転車競技は陸上競技のトラックを使用しており、カントを持つバンクのある自転車競技場は大宮と南甲子園（現在の西宮市にあった。旧甲子園競輪場とは別）のみ、さらに戦後大量に造られた競輪場でもカントが緩いわりに外周部が地面と直角に近い角度の、いわゆる『お椀』型が主流であったため遠心力の関係で外に膨れれば危険なためスピードを出しにくく（改修前の300mバンク時代の西宮競輪場では勢い余って選手がバンク外に「コースアウト」するといった事態が発生した）、結果としてレースに迫力が出ず低配当が多く続くようになった（全国最後の新設競輪場である静岡競輪場は当初から直線型カントのバンクを採用し、以後既存の競輪場も同様のバンクに改修していった）。
したがって、ファンはいわゆる「取りガミ」（「取り損」とも）となるケースが多く、「競輪はやっても儲からない」と思われるようになり、それが原因となってファン離れが続くようになった。年間観客動員数も1974年をピークに年々減少していった。
そこで、実力を拮抗させ、配当もそれなりに高配当が望めるようなものにできないかと考え出されたのが、競輪プログラム改革構想、略して『KPK』であった。

## S級の誕生
KPK制度下では、A級の上に新たにS級（スター級）を設け、最上位級班をS級1班（S1、130名）とした。そしてS級は3班までとされ、選手数もS1・S2・S3を合わせてもわずか430名程度という狭き門となった。A級は4班、B級は2班設けられ、3層9班制に改められた。
S級戦は特別競輪（現在でいうGIまたはGP）・準特別競輪（現在でいうGII） 、記念競輪（現在でいうGIII）、準記念競輪（後にS級シリーズと名称を改める。現在でいうFI）に限られたが、当初は記念競輪が年間2節、準記念競輪が年間3節の開催にとどめられ、それだけに希少価値の高い開催となった。
しかしながらKPK開始当初は実力伯仲のあまり、落車、失格が急増するという一面も覗かせた。また、車券が急激に取りにくくなったといった声も上がり、実施当初は鳴り物入りで導入されたにもかかわらず、競輪人気回復への大きな起爆剤とはならなかった。
ちなみに、S級選手のレーサーパンツには赤いライン上に7つの星がかたどられている（S班のみレーサーパンツは赤色、黒いラインが加えられている）が、これはスター級の選手であるということを意味するものである（なお、現在はA級選手のレーサーパンツにも緑色のライン上に7つの星がかたどられている）。

## KEIRINグランプリの誕生
実施3年目となる1985年、5番目の特別競輪として8月に全日本選抜競輪を開催することが決まったが、それだけではまだまだ大きな人気回復への起爆剤とはなりえなかった。
そこで、S1のトップクラスだけを選抜した競走として同年12月にKEIRINグランプリ'85が実施されることになった。この大会を開催したことにより競輪の人気は回復した。そしてこの大会を契機に、S級上位クラスのレースを増発すればファンの興味はまだまだ大きいと確信した競輪界は、続々と新たなビッグレースを開催するようになる。
一方で、グランプリの開催はS級を新設したからこそ実施できたレースだと言うこともでき、実施3年目にして漸くKPKの効果が表れることにも繋がった。

## 普通開催の低迷
このように、特別競輪では開催すればするほど売上げが伸びていったのだが、次第に普通開催の人気が下降線を辿るようになった。1990年代から赤字化が顕著になり、S級戦をほとんど開催できない借上施行者が相次いで撤退するという事態が生じるようになると、S級シリーズの年間開催節数を増やしてほしいという施行者の希望もあって、年間3節から5節に増やす場が現れた。

## KPK制度の破綻
しかし、S級の選手数は430名程度のまま据え置かれたため、斡旋をこなせないとする選手が急増。直前欠場のケースも相次ぎ、一方で前検の日を除くと中日ゼロ、すなわち連闘で競走に参加する選手もしばし現れるようになった。こうして、KPK制度は徐々に破綻寸前の状態に陥ってしまう。
競輪界では1999年初頭に、「競輪ビッグバン」と題した競輪番組改革草案を表明し、スポーツ新聞紙上でも概要が掲載された。一番の目玉はグレード制の導入であったが、番組スキームについても刷新する必要性に迫られていた。

## KPKから現在の番組制度へ
KPKについては当初の目的であった級班の細分化による実力拮抗の戦いという点については果たされたが、一方でファンが望むS級戦の拡大については、KPKの制度下では不可能となった。
また、施行者側は記念競輪開催における場外拡大を希望するようになり、KPK制度下でも維持されてきた記念競輪開催の前節・後節の2節6日間制が障壁となった。
したがってKPK制度に代わる新たな番組スキームが求められるようになり、S級は1班・2班の2班制に改めた上で選手数を大幅に拡大し、それまでの430名程度から890名程度へと拡大した（定員は、2020年1月時点では1班220名（S班格付けの9名を含む）・2班450名の計670名となっている）。また、B級を廃止してA級に統合し、A級は3班制（定員は、2020年1月時点では1班・2班ともに520名ずつ、3班は2019年10月時点で443名。但し、A級3班の選手は通常開催で「チャレンジ戦」と名付けられたレースにしか出場できないことになっており、実質は旧B級に相当する）として生まれ変わることになった（このほか、記念競輪が年1節4日間に改められている）。これらについては2002年4月より実施されることとなり、その結果KPKは廃止されることになった。

## KPKがもたらしたもの
KPK制度は晩年になって破綻をきたすことになったが、現在の競輪番組スキームにおいてもKPKがベースとなっている。
男子ではデビューから10年以内／女子ではデビューから7年以内に通算300勝を達成した場合、また男女とも年数は問わず通算500勝または通算700勝を達成した場合、JKAから表彰される制度があるが、この表彰制度における1着回数は、S級創設後である1983年4月1日を節初日以降の開催と規定しており、1983年3月31日以前の1着回数は算入しないことになっている。ちなみに表彰式は地元地区の競輪場（基本はホームバンク）で行われる。
- 2025年1月20日時点において、上記の規定に基づいて通算500勝を達成したのは、男子57名（うち3名はS級創設以前にデビュー、1983年4月1日以降の1着回数のみカウント）、女子4名の計61名[17][18]。

なお、S級については後にオートレースでも導入されることになったばかりか、従来、A・B・Cというランク付けだった競艇においても、A・B級に改める一方でA・B級それぞれに競輪でいうところの班制度のようなものを設け、その結果A1・A2・B1・B2という形に改められるなど、KPKは他競技においても大きな影響を与えることになった。